# نيشان أسد فنلندا
وسام أسد فنلندا (بالفنلندية: Suomen Leijonan ritarikunta)‏؛ (بالسويدية: Finlands Lejons orden)‏ هي واحدة من ثلاثة أوامر رسمية في فنلندا، جنبًا إلى جنب مع وسام صليب الحرية ووسام الوردة البيضاء لفنلندا. رئيس فنلندا هو السيد الأكبر لجميع الطلبات الثلاثة. يتم إدارة الطلبات من قبل مجالس تتكون من مستشار ونائب رئيس وأربعة أعضاء على الأقل. أوامر الوردة البيضاء لفنلندا وأسد فنلندا لها لوحة مشتركة. يرتدي رئيس فنلندا وسام نجم أسد فنلندا.

## تاريخ
تم إنشاء وسام الأسد الفنلندي في 11 سبتمبر 1942.  في ذلك الوقت، كانت فنلندا تشن حربًا مستمرة. تضمنت دبلوماسية زمن الحرب الحاجة المتزايدة لتزيين الأجانب بشكل خاص من الدول المتحالفة، ولا سيما ألمانيا. الأوامر الفنلندية الحالية - وسام صليب الحرية ووسام الوردة البيضاء لفنلندا - لم تستطع مواكبة الأوسمة وكانت أعلى درجاتها معرضة لخطر التضخم بسبب كثرة حامليها. وهكذا تم إنشاء وسام الأسد الفنلندي للسماح باستمرار تزيين الأجانب ذوي الرتب العالية بالطلبات الفنلندية،  على الرغم من أنه يمكن أيضًا منح وسام الأسد الفنلندي للمواطنين الفنلنديين.  سمح النظام الجديد أيضًا بمزيد من الزخارف المرنة، مع مراعاة رتبة المستلمين وإنجازاتهم. 
في يناير 1998 الرئيس مارتي اهتيساري تعرض لانتقادات من قبل بعض المنظمات غير الحكومية والسياسيين والشخصيات الثقافية البارزة لأنه منح قائد وسام الأسد من فنلندا إلى جمال الدين كارتوحاديكوسومو، وزير الغابات من اندونيسيا، و سوكانتو تانوتو، المالك الرئيسي للالإندونيسية شركة RGM، الشركة الأم لشركة أبريل. تعرضت شركة أبريل لانتقادات من قبل المنظمات غير الحكومية لتدميرها الغابات المطيرة، وتعرضت إندونيسيا نفسها لانتقادات شديدة بسبب انتهاكات حقوق الإنسان، وخاصة في تيمور الشرقية. وقال رئيس حزب أهتيساري، إركي توميوجا، إن منح الميداليات أمر مشكوك فيه لأنه يخشى أن يؤدي الفعل إلى تشويه الصورة العامة لسياسة حقوق الإنسان الفنلندية. نظم طلاب الفنون مظاهرات في هلسنكي ضد قرار منح الميداليات.   الفنانة مارياتا هانهيجوكي والمؤلفة لينا كرون ميداليات برو فنلنديا للاحتجاج على الأوسمة الإندونيسية. 
يُمنح الحاصلون على الميداليات الأولمبية وأولمبياد المعاقين الفنلنديين فارس أو فارس من الدرجة الأولى مع المشابك. 

## الطبقات

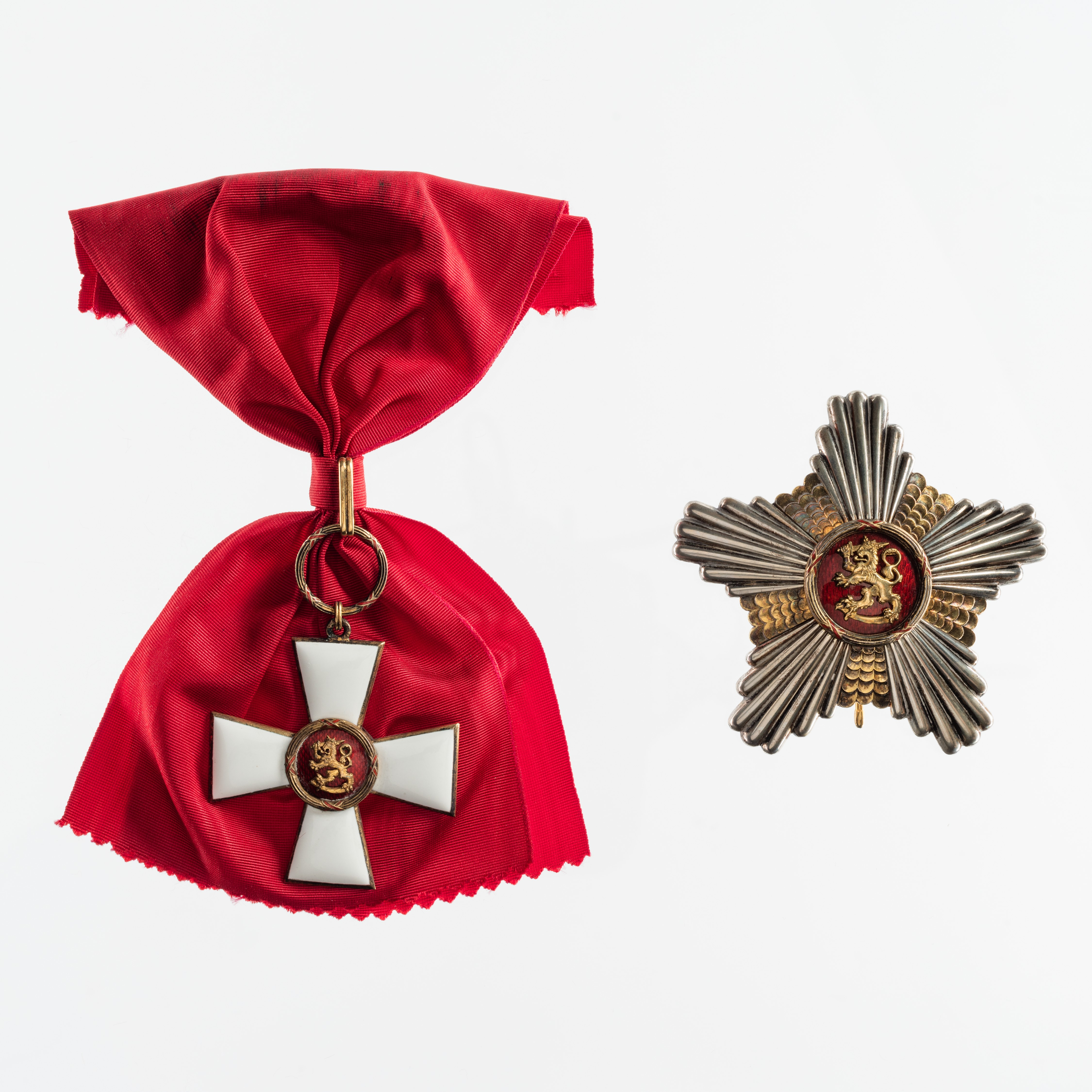
شارة القائد الصليب الأكبر

فئات وسام الأسد الفنلندي هي:
- وسام أسد فنلندا القائد الأكبر على وسام أسد فنلندا
- وسام الأسد الفنلندي قائد من الدرجة الأولى
- وسام الأسد الفنلندي قائد
- وسام برو فنلنديا من وسام أسد فنلندا (يُمنح للفنانين والكتاب)
- فارس من الدرجة الأولى وسام الأسد الفنلندي
- فارس من وسام الأسد الفنلندي
- صليب الاستحقاق من وسام أسد فنلندا

## روابط خارجية
- 11.9.1942 / 747 مرسوم. بشأن إنشاء وسام الأسد الفنلندي. فينلكس.
- ritarikunnat.fi
- مكتب رئيس جمهورية فنلندا (الأوسمة)